# Улан-Удэнская ТЭЦ-2
Улан-Удэ́нская ТЭЦ-2 — теплоэлектроцентраль в Улан-Удэ (Бурятия), Российская Федерация, расположена в Октябрьском районе.

## Описание
ТЭЦ-2 является второй по величине в городе после  ТЭЦ-1 и одним из крупнейших предприятий Республики Бурятия. Станция функционирует на оптовом рынке электроэнергии и мощности, а также обеспечивает тепловой энергией Октябрьский (восточная часть) район города Улан-Удэ.

## История
Решение о строительстве в столице Бурятии второй ТЭЦ было принято в начале 1980-х годов. Проект был утверждён в 1983 году в Минэнерго СССР. Согласно этому проекту Улан-Удэнская ТЭЦ-2 должна была вырабатывать следующее количество энергии: электрическую – 840 МВт, тепловую – 1840 Гкал.
Проектом предусматривался монтаж четырёх энергоблоков ( 4 турбины Т-180/210 – 130 и 4 энергетических котла – Е – 670- 140) и восьми водогрейных котлов КВТК – 100, общей тепловой мощностью 1840 Гкал/час.
В связи с острой нехваткой тепла в городе и невысокими темпами строительства станции, в 1984 году было принято решение о выделении 1 этапа строительства ТЭЦ-2 с вводом первоначально 4-х паровых котлов Е-160-14, общей мощностью 384 Гкал/час. Монтаж этих котлов вёлся одновременно со строительством и монтажом других объектов энергоблочной части ( кроме самих энергоблоков), что позволяло значительно ускорить решение проблемы дефицита тепла в городе.
До 1991 года включительно было освоено 10 млрд. рублей капитальных вложений, выполнены строительно-монтажные работы по всем вспомогательным сооружениям, построены дымовая труба (240 метров) на полное развитие станции, железная и автодороги, внешние инженерные сети, линии электропередачи, ОРУ-11 кВ, многие объекты стройбазы.
Первые отопительные котлы начали снабжать жителей Октябрьского района осенью 1992 года.
При этом станция не была достроена и работает в режиме пиковой котельной. ТЭЦ-2 является одной из немногих угольных электростанций России, где выполнен технический проект, полностью решён вопрос отвода земли и вопросы поставки местного топлива, что соответствует стратегии развития энергетики России.
В мае 2018 года Минэнерго РФ приняло решение о достройке ТЭЦ-2. Проект строительства новых мощностей на Улан-Удэнской ТЭЦ-2 предполагает ввод двух турбин и четырёх котлов.

## Экология
Город Улан-Удэ находится в водосборной зоне озера Байкал. В целях сохранения экологической системы озера на ТЭЦ-2 выполнены мероприятия по очистке уходящих газов от золы при помощи установки батарейных циклонов марки БЦ-512 на котлоагрегатах №№ 1, 2 и скрубберов с трубами Вентури на котлоагрегатах №№ 3, 4. Для охраны поверхностных вод от промышленных стоков принята оборотная схема гидрозолоудаления.
Строительство новых мощностей станции позволит закрыть в Улан-Удэ 52 котельные.